# Museu de Perypery

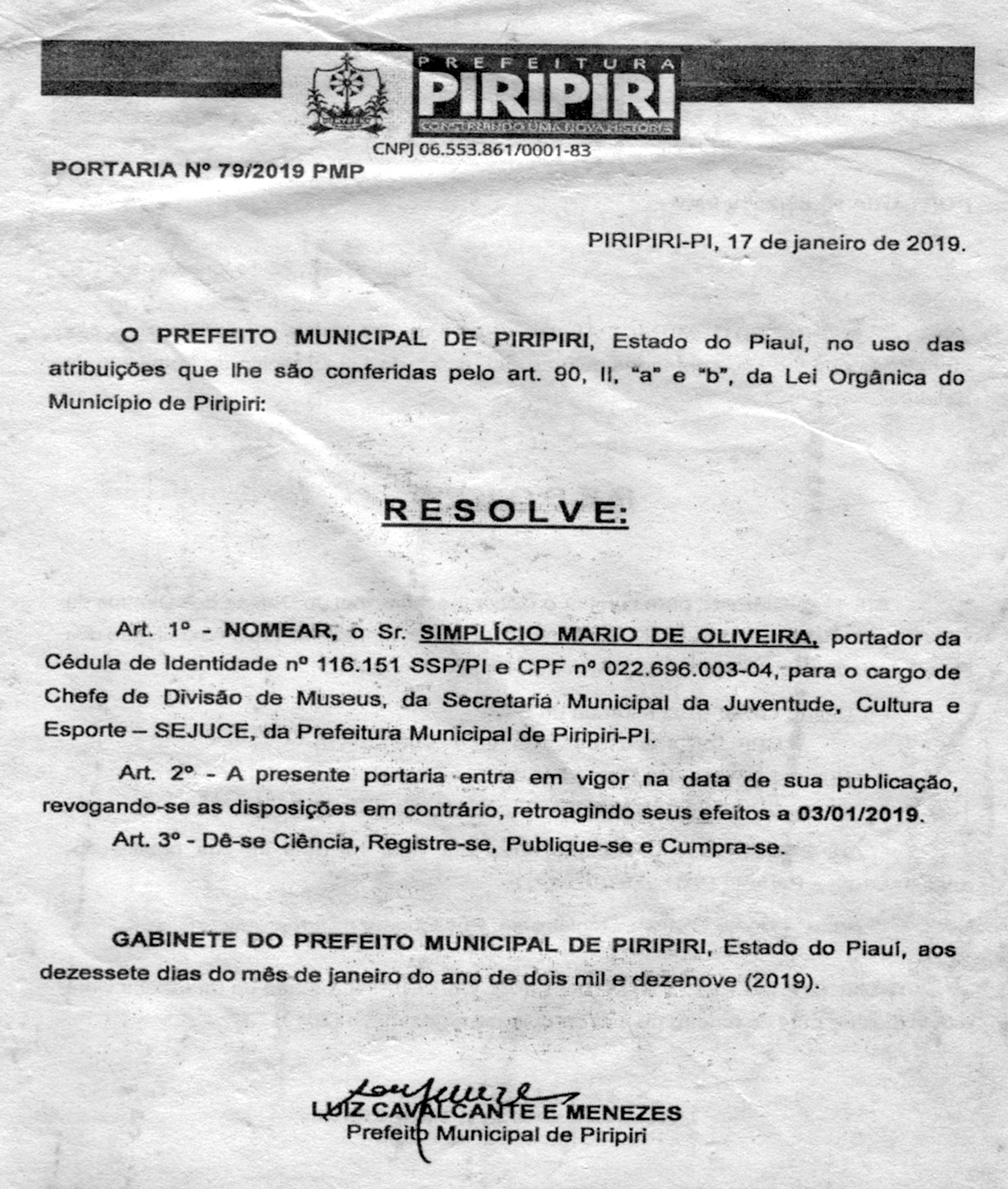
Documento publicado no Diário Oficial dos Municípios do Estado do Piauí de nomeação do atual diretor do museu, o ex-deputado federal, Simplício Mário de Oliveira.

O Museu de Perypery é um museu municipal brasileiro localizado na cidade de Piripiri, no estado brasileiro do Piauí. O museu apresenta documentos e peças que contam a história da cidade.

## História
O museu foi idealizado por Adauto Coelho de Resende com o apoio do humorista João Cláudio Moreno. A criação do Museu manteve a grafia antiga Perypery como marca institucional.
A sede é uma edificação construída na década de 1930. No local já funcionou o Cine Éden, o Clube Elite, uma agência do Banco do Brasil, o Banco do Estado do Piauí, a Escola do Comércio e finalmente, em 1987, passou a ser sede do museu.
No final da década de 2000,esteve fechado ao público por alguns anos, sendo reinaugurado em 2016 após uma ampla reforma em sua estrutura.

## Imagens

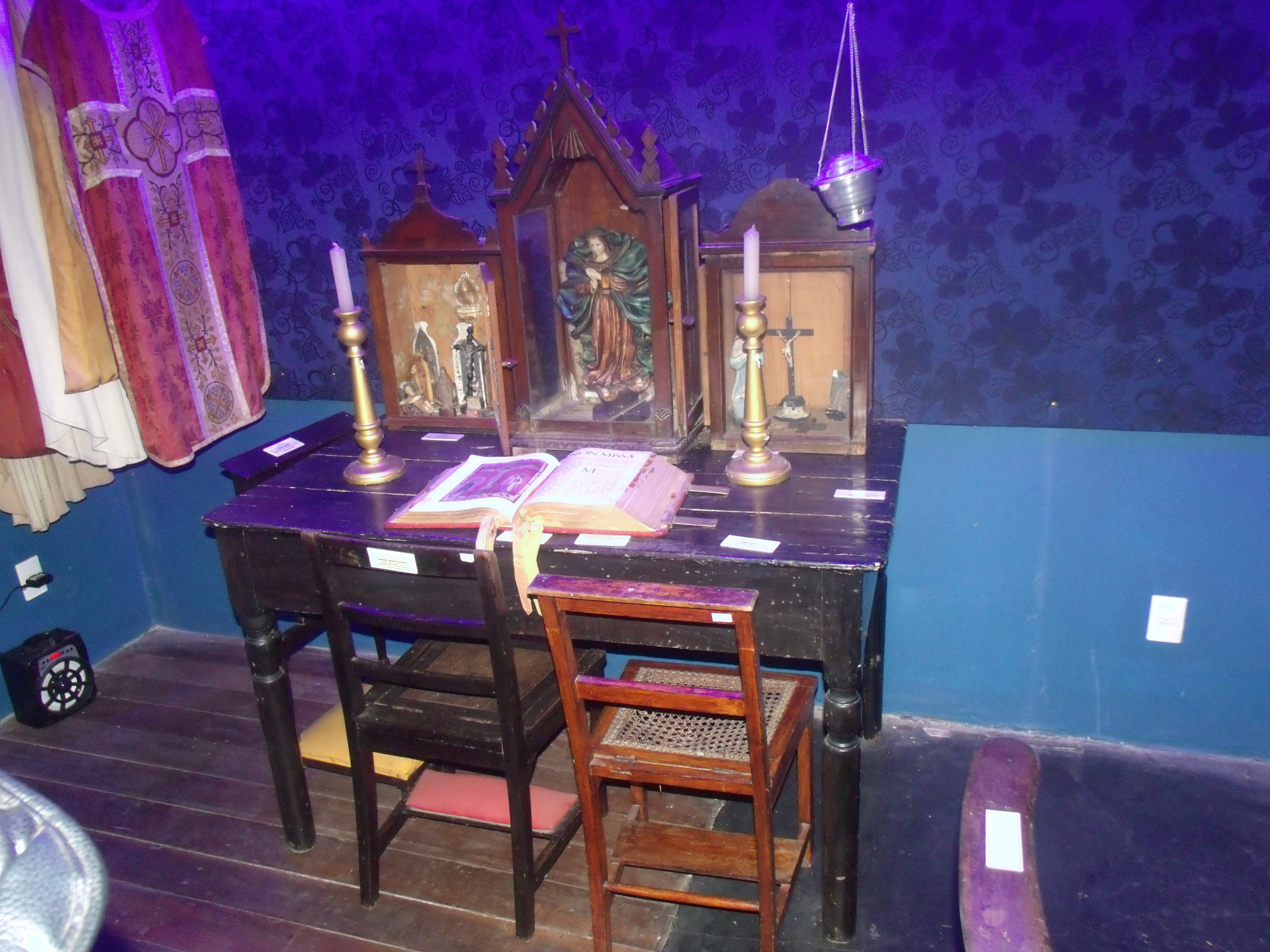
Setor de acervos sacros.
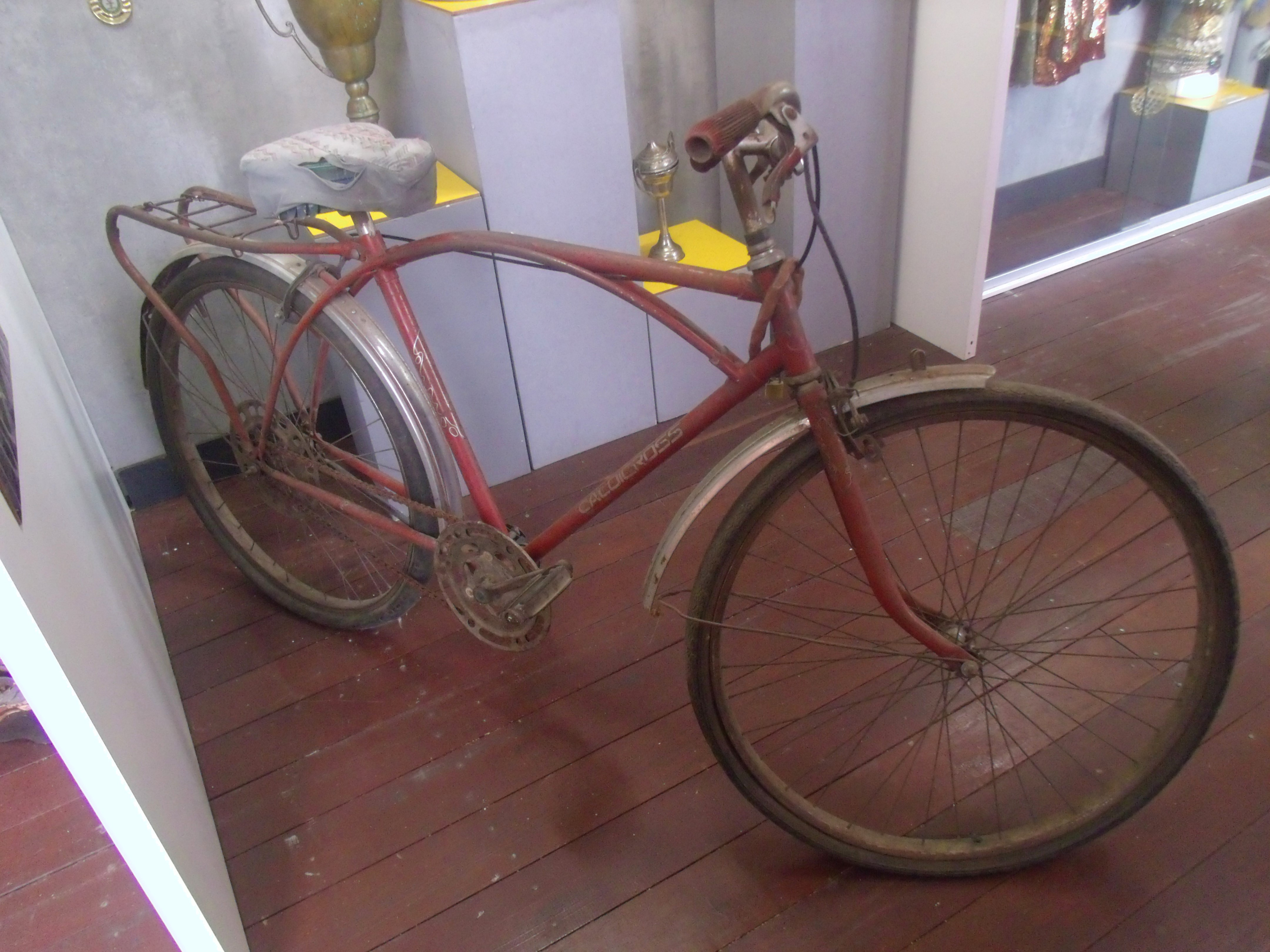
Antigo modelo Caloi Arco Duplo dos anos 1960s.